# Foxebekken
Het Foxebekken is een ondiep oceaanbekken ten noorden van de Hudsonbaai in Nunavut in Canada, gelegen tussen Baffineiland en het Melville-schiereiland. Ten zuidwesten ligt het Southamptoneiland. Het grootste deel van het jaar wordt het geblokkeerd door zee-ijs (ijs verbonden met het vasteland) en drijfijs dat uit meerdere ijsschotsen bestaat.
Het Foxebekken is via de smalle Fury and Hecla Strait verbonden met de Golf van Boothia, en via het brede Foxe Channel met de Hudsonbaai en de Straat Hudson. Het is ook verbonden met Naujaat (voorheen Repulse Bay) en Roes Welcome Sound via Frozen Strait.
Een deel van de uitstroom van de Noordelijke IJszee stroomt via de Lancasterzeestraat, Golf van Boothia en Fury and Hecla Strait naar het Foxebekken. Vanuit het Foxebekken gaat dit water ofwel westwaarts via de Frozen Strait naar de Hudsonbaai, ofwel zuidwaarts via de Foxe Channel naar de Hudsonbaai, of via de Foxe Channel rechtstreeks naar de Straat Hudson om via de Hudsonbaaistroom naar de Labradorzee te stromen.
In het westen van de baai liggen de eilanden Qikiqtaaluk en Nagjuttuuq.

## Geschiedenis
Het bekken ontleent zijn naam aan de Engelse ontdekkingsreiziger Luke Foxe die in 1631 het zuidelijke deel betrad.

## Flora en fauna
Het is bekend dat het voedselrijke koude water in het bekken bijzonder gunstig is voor fytoplankton en de talrijke eilanden daarin zijn belangrijke vogelhabitats, met aldaar vorkstaartmeeuwen en vele soorten kustvogels. Groenlandse walvissen migreren elke zomer naar het noordelijke deel van het bekken.
De baai ligt in de mariene ecoregio Hudson Complex.